# (10315) Brewster
(10315) Brewster est un astéroïde de la ceinture principale.

## Description
(10315) Brewster est un astéroïde de la ceinture principale. Il fut découvert le 23 septembre 1990 à l'Observatoire Palomar par Eleanor Francis Helin. Il présente une orbite caractérisée par un demi-grand axe de 2,38 UA, une excentricité de 0,28 et une inclinaison de 22,0° par rapport à l'écliptique.

## Compléments